# Liste der Monuments historiques in Chelles
Die Liste der Monuments historiques in Chelles führt die Monuments historiques in der französischen Gemeinde Chelles auf.

## Liste der Bauwerke
| Bezeichnung             | Beschreibung | Standort                                                                         | Kennzeichnung | Schutzstatus | Datum     | Bild           |
| ----------------------- | ------------ | -------------------------------------------------------------------------------- | ------------- | ------------ | --------- | -------------- |
| Ehemalige Abtei Chelles |              | Cour du Couvent 1–11, 21, 23 rue Louis-Eterlet 2bis, 4 rue Adolphe-Besson (Lage) | PA00086886    | Classé       | 1974 1984 | weitere Bilder |
| Monument de Chilpéric   |              | (Lage)                                                                           | PA00086887    | Classé       | 1862      | weitere Bilder |

## Liste der Objekte

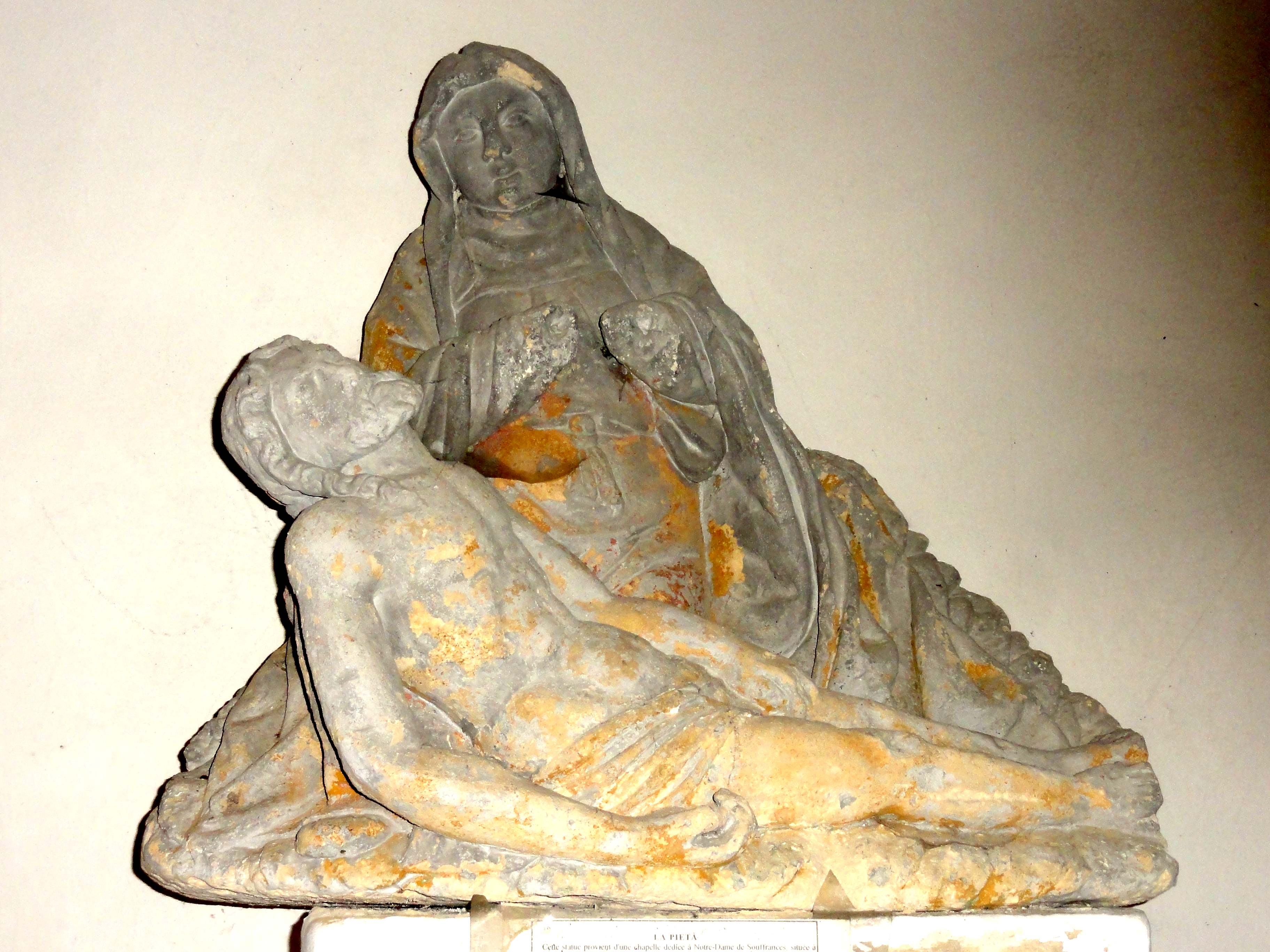
Pietà (1746) in der Kirche St-André

- Monuments historiques (Objekte) in Chelles in der Base Palissy des französischen Kultusministeriums